# Гравитационная сингулярность
Гравитацио́нная сингуля́рность (иногда сингулярность пространства-времени) — точка (или подмножество) в пространстве-времени, через которую невозможно гладко продолжить входящую в неё геодезическую линию. В таких областях становится неприменимым базовое приближение большинства физических теорий, в которых пространство-время рассматривается как гладкое многообразие без края. Часто в гравитационной сингулярности величины, описывающие гравитационное поле, становятся бесконечными или неопределёнными. К таким величинам относятся, например, скалярная кривизна или плотность энергии в сопутствующей системе отсчёта.
В рамках классической общей теории относительности сингулярности обязательно возникают при формировании чёрных дыр под горизонтом событий, в таком случае они ненаблюдаемы извне. Иногда сингулярности могут быть видны внешнему наблюдателю — так называемые голые сингулярности, например, космологическая сингулярность в теории Большого взрыва.
С математической точки зрения гравитационная сингулярность является множеством особых точек решения уравнений Эйнштейна. Однако при этом необходимо строго отличать так называемую «координатную сингулярность» от истинной гравитационной. Координатные сингулярности возникают тогда, когда принятые для решения уравнений Эйнштейна координатные условия оказываются неудачными, так что, например, сами принятые координаты становятся многозначными (координатные линии пересекаются) или, наоборот, не покрывают всего многообразия (координатные линии расходятся и между ними оказываются не покрываемые ими «клинья»). Такие сингулярности могут быть устранены принятием других координатных условий, то есть преобразованием координат. Примером координатной сингулярности служит сфера Шварцшильда {\displaystyle r=2r_{s}} в пространстве-времени Шварцшильда в шварцшильдовских координатах, где компоненты метрического тензора обращаются в бесконечность. Истинные гравитационные сингулярности никакими преобразованиями координат устранить нельзя, и примером такой сингулярности служит многообразие {\displaystyle r=0} в том же решении.
Сингулярности не наблюдаются непосредственно и являются при нынешнем уровне развития физики лишь теоретическим построением. Считается, что описание пространства-времени вблизи сингулярности должна давать квантовая гравитация.

## Интерпретация
Многие физические теории включают математические сингулярности того или иного рода. Используемые в этих физических теориях уравнения предсказывают, что масса того или иного тела становится неопределенной или неограниченно возрастает. Как правило, это является признаком отсутствующего фрагмента теории, как, например, в случае ультрафиолетовой катастрофы, перенормировки или нестабильности атома водорода, предсказываемой формулой Лармора.
В некоторых теориях, например, в теории петлевой квантовой гравитации, предполагается, что сингулярности существовать не могут. Это также верно для таких классических теорий объединённого поля, как уравнения Эйнштейна–Максвелла–Дирака. Идею можно трактовать таким образом, что вследствие наличия эффектов квантовой гравитации существует минимальное расстояние, за которым сила гравитационного взаимодействия между массами более не возрастает при уменьшении расстояния между ними, или, в другом варианте, что волны взаимопроникающих частиц маскируют гравитационные эффекты, которые наблюдались бы на расстоянии.

## Типы
Существуют несколько типов сингулярности, которые имеют разные физические особенности и характеристики, относящиеся к теориям, из которых они возникли, например, сингулярность с различной формой, коническая, изогнутая. Есть предположения, где сингулярности не имеют горизонтов событий, то есть структур, которые отделяют одну область пространства-времени от другой, в которой события не могут влиять через горизонт; такие сингулярности называются голыми.

### Коническая
Коническая сингулярность возникает, когда существует точка, в которой предел каждой диффеоморфизм-инвариантной величины конечен, и в этом случае пространство-время не является гладким в точке самого предела. Таким образом, пространство–время выглядит как конус вокруг этой точки, с сингулярностью на его вершине. Метрика может быть конечной везде, где используется система координат. Примерами подобной конической сингулярности могут служить космическая струна и Шварцшильдовская чёрная дыра.

### Изогнутая
Решения уравнений общей теории относительности или другой теории гравитации (например, супергравитации) часто приводят к тому, что встречаются точки, в которых метрика уходит в бесконечность. Однако многие из этих точек вполне обычные, а бесконечности являются просто результатом использования неподходящей системы координат в этой точке. Чтобы проверить, существует ли сингулярность в некоторой точке, нужно проверить, становятся ли в этой точке диффеоморфизм-инвариантные величины (например скалярные величины) бесконечными. Такие величины одинаковы в любой системе координат, поэтому эти бесконечности не «уйдут» при изменении координат.
Примером является решение Шварцшильда, которое описывает не вращающуюся незаряженную чёрную дыру. В системах координат, удобных для работы в областях, удалённых от чёрной дыры, часть метрики на горизонте событий становится бесконечной. Тем не менее, пространство-время на горизонте событий остаётся гладким. Гладкость становится очевидной при переходе в другую систему координат (например, в координаты крускала), где метрика идеально гладкая. С другой стороны в центре чёрной дыры, где метрика также становится бесконечной, решения предполагают наличие сингулярности. Существование сингулярности можно проверить, заметив, что скаляр Кречмана, являющийся квадратом тензора кривизны, то есть {\displaystyle R_{\mu \nu \rho \sigma }R^{\mu \nu \rho \sigma }}, который является инвариантным диффеоморфизмом (обще ковариантным), бесконечен.
В то время как в не вращающейся чёрной дыре сингулярность в модельных координатах возникает в одной точке, называемой «точечной сингулярностью», во вращающейся чёрной дыре, также известной как чёрная дыра Керра, сингулярность возникает на кольцо (круговая линия), известное как «Кольцеобразная сингулярность». Такая сингулярность может теоретически стать червоточиной.
В более общем смысле пространство-время считается сингулярным, если оно геодезически неполное, что означает, что существуют свободно падающие частицы, движение которых невозможно определить за конечное время, находящиеся после точки достижения сингулярности. Например, любой наблюдатель внутри горизонта событий не вращающейся чёрной дыры попадёт в её центр в течение конечного периода времени. Классическая версия Большого взрыва космологической модели вселенной содержит причинную сингулярность в начале времени (t=0), где все временеподобные геодезические не имеют продолжений в прошлое. Экстраполяция назад к этому гипотетическому времени 0 приводит к вселенной с нулевыми пространственными измерениями, бесконечной плотности, бесконечной температуры и бесконечной кривизны пространства-времени.

### Голая сингулярность
До начала 1990-х годов было распространено мнение, что согласно общей теории относительности любая сингулярность скрыта за горизонтом событий, и что голые сингулярности невозможны. Эта гипотеза называется «Принцип космической цензуры». Однако в 1991 году физики Стюарт Шапиро и Саул Теукольский провели компьютерное моделирование вращающейся плоскости пыли, которая показала, что общая теория относительности может допускать «голые» сингулярности. Как эти объекты будут выглядеть в этой модели — неизвестно. Также неизвестно, будут ли по-прежнему возникать сингулярности, если упростить допущения, использованные для моделирования. Тем не менее, предполагается, что геодезические линии, ведущие в сингулярность, также оборвутся, что делает голую сингулярность похожей на чёрную дыру.
Исчезающие горизонты событий существуют в метрике Керра, которая представляет собой вращающуюся чёрную дыру в вакууме с достаточно высоким угловым моментом ({\displaystyle J}). Преобразуя метрику Керра в Координаты Бойера–Линдквиста, можно показать, что координата (а не радиус) горизонта событий {\displaystyle r_{\pm }=\mu \pm (\mu ^{2}-a^{2})^{1/2}}, где {\displaystyle \mu =GM/c^{2}}, и {\displaystyle a=J/Mc}. В этом случае «исчезновение горизонта событий» означает комплексное решение для {\displaystyle r_{\pm }}, или {\displaystyle \mu ^{2}<a^{2}}. Однако это соответствует случаю, когда {\displaystyle J} превышает {\displaystyle GM^{2}/c} (или в Планковских единицах, {\displaystyle J>M^{2}}), то есть он превышает обычно рассматриваемый верхний предел его физически возможных значений.
Точно так же исчезающие горизонты событий можно увидеть с помощью геометрии Рейсснера—Нордстрема заряженной чёрной дыры с достаточно высоким зарядом ({\displaystyle Q}). В этой метрике может быть показано, что сингулярность образуется в {\displaystyle r_{\pm }=\mu \pm (\mu ^{2}-q^{2})^{1/2}}, где {\displaystyle \mu =GM/c^{2}}, и {\displaystyle q^{2}=GQ^{2}/(4\pi \epsilon _{0}c^{4})}. Из трёх возможных случаев для относительных значений {\displaystyle \mu } и {\displaystyle q}, случай, когда {\displaystyle \mu ^{2}<q^{2}}, делает оба {\displaystyle r_{\pm }} комплексными. Это означает, что метрика является регулярной для всех положительных значений {\displaystyle r}, или, другими словами, сингулярность не имеет горизонта событий. Однако это соответствует случаю, когда {\displaystyle Q/{\sqrt {4\pi \epsilon _{0}}}} превышает {\displaystyle M{\sqrt {G}}} (или в Планковских единицах, {\displaystyle Q>M}), то есть он превышает то, что обычно рассматривается как верхний предел его физически возможных значений. Кроме того, реальные астрофизические чёрные дыры не должны обладать сколько-нибудь заметным зарядом.

## Энтропия
До того как Стивен Хокинг представил концепцию испарения чёрных дыр, вопрос об энтропии чёрных дыр не обсуждался. Между тем эта концепция демонстрирует, что чёрные дыры излучают энергию при сохранении энтропии, и устраняет проблемы несовместимости со вторым законом термодинамики. Энтропия подразумевает тепло и, как следствие, температуру. Потеря энергии также подразумевает, что чёрные дыры не вечны, но, вероятнее, испаряются или медленно распадаются. Температура чёрной дыры обратно пропорциональна массе. Все известные кандидаты в чёрные дыры настолько велики, что их температура намного ниже температуры космического фонового излучения, следовательно, они должны получать чистую энергию, поглощая это излучение. Они не начнут терять чистую энергию, пока фоновая температура не опустится ниже их собственной температуры. Это произойдёт, когда значение космологического красного смещения станет более миллиона, а не тысяч, с момента образования фонового излучения.